# Hemílcio Fróes
Hemílcio José Fróes (Campos dos Goytacazes, 10 de julho de 1920 — Rio de Janeiro, 26 de abril de 2005) foi um ator, Radioator, apresentador, advogado, jornalista, e radialista brasileiro.
Foi casado com a atriz Aracy Cardoso. 
Estava internado em um hospital da zona sul do Rio quando morreu, aos 84 anos, por falência de múltiplos órgãos.

## Carreira
Na televisão
| Ano     | Título                            | Personagem            | Notas            |
| ------- | --------------------------------- | --------------------- | ---------------- |
| 1998    | Você Decide                       | Dr. Jorge             | Episódio: "Vida" |
| 1996    | Colégio Brasil                    | Bruno Alencar         |                  |
| 1993    | Família Brasil                    | Vicente               |                  |
| 1992    | De Corpo e Alma                   | Dr. Ribeiro           |                  |
| 1991    | O Portador                        | Pai de Nem            |                  |
| 1990    | Desejo                            | Dr. Affonso Ferreira  | [ 1 ]            |
| 1990    | Rainha da Sucata                  | Muniz                 |                  |
| 1988    | Fera Radical                      | Médico de Betty       |                  |
| 1988    | Vale Tudo                         | Chefe de Ivan         |                  |
| 1986    | Roda de Fogo                      | Padre                 |                  |
| 1985    | Roque Santeiro                    | Colméia               |                  |
| 1984    | Corpo a Corpo                     | Dr. Costa             |                  |
| 1983    | Eu Prometo                        | —                     |                  |
| 1981    | O Amor é Nosso                    | —                     |                  |
| 1980    | Água Viva                         | Armando               |                  |
| 1980    | Coração Alado                     | —                     |                  |
| 1979    | Os Gigantes                       | Jaime                 |                  |
| 1978    | Maria, Maria                      | Rodrigo               |                  |
| 1976    | O Feijão e o Sonho                | Alonso                |                  |
| 1976    | Anjo Mau                          | Edmundo Medeiros      |                  |
| 1975    | Gabriela                          | Alfredo Bastos        |                  |
| 1974    | Corrida do Ouro                   | Eduardo               |                  |
| 1973    | Venha Ver o Sol Nascer na Estrada | Araújo                |                  |
| 1972    | Bel-Ami                           | Castro                | [ 2 ]            |
| 1971    | Meu Pedacinho de Chão             | Prefeito Estêvão      |                  |
| 1970    | Irmãos Coragem                    | Lourenço D'Avila      |                  |
| 1969/70 | Dez Vidas                         | Participação Especial |                  |
| 1968    | A Pequena Órfã                    | Miguel Padilha        |                  |
| 1968    | O Direito dos Filhos              | Osvaldo               |                  |
| 1967    | O Tempo e o Vento                 | Pedro Terra           |                  |

No cinema
| Ano  | Título                    | Personagem |
| ---- | ------------------------- | ---------- |
| 1997 | O Homem Nu                |            |
| 1976 | Marília e Marina          |            |
| 1967 | El Justicero              | Ari Lima   |
| 1962 | Assassinato em Copacabana |            |
| 1952 | Dentro da Vida            | Eduardo    |
| 1951 | Maria da Praia            |            |
| 1950 | Katucha                   |            |
| 1950 | Écharpe de Seda           |            |
| 1948 | Terra Violenta            |            |